# Elkhorn City

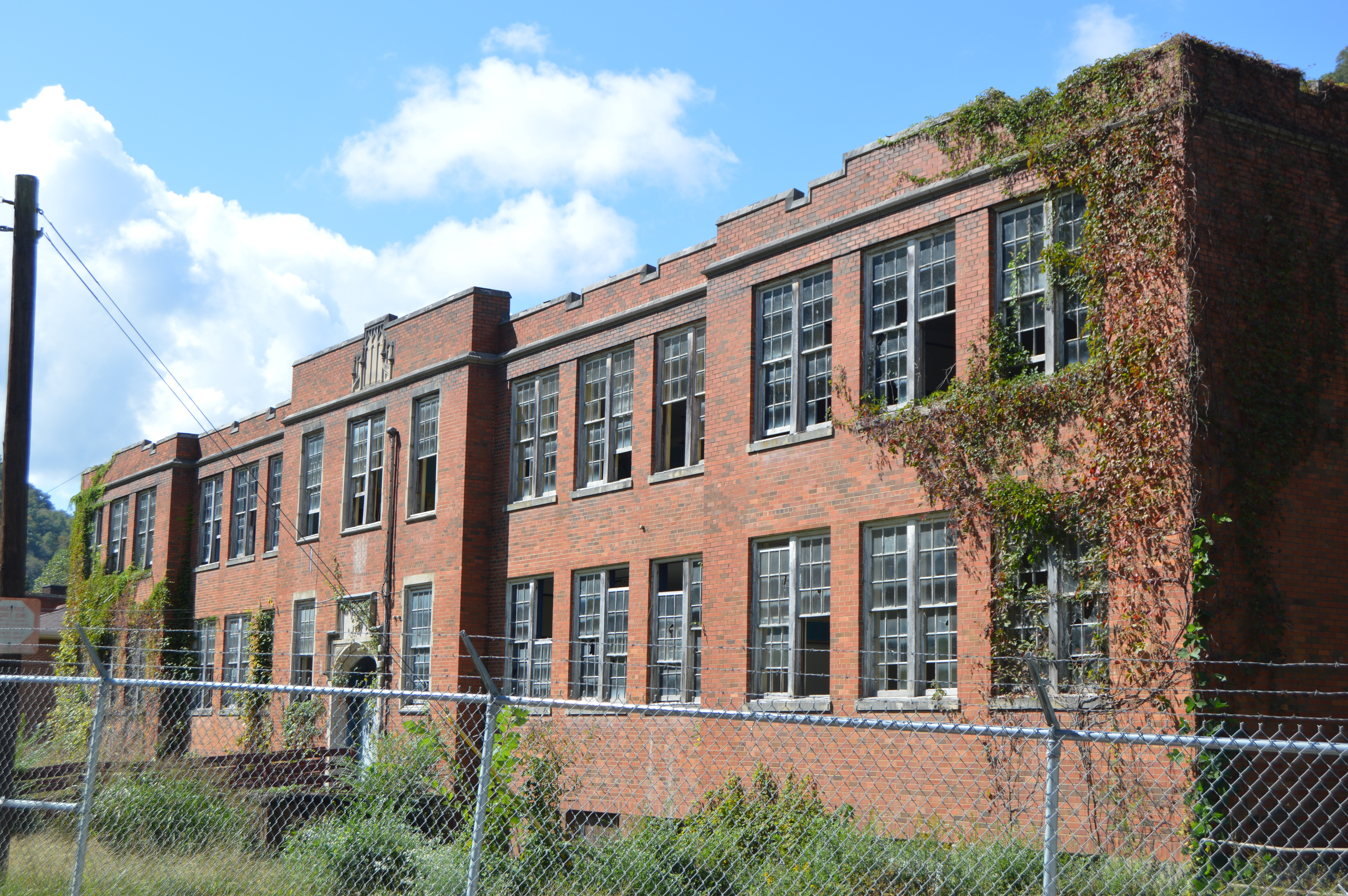
Elkhorn City High School (1938-2002) är upptagen i National Register of Historic Places.

Elkhorn City är en ort i Pike County, Kentucky, USA. År 2000 hade orten 1 060 invånare. Den har enligt United States Census Bureau en area på 5,2km², allt är land.